# Ejército especial de Gando
El Ejército especial de Gando o Fuerza especial de Gando, en japonés: 間島特設隊, romanizado: Kanto Tokusetsutai (en hangul, 간도 특설 대; romanización revisada, Gando Teugseoldae) fue un batallón independiente del Ejército Imperial de Manchukuo, operativo desde el 1 de diciembre de 1938 hasta el fin de la guerra en 1945. Estaba compuesto principalmente por coreanos, que tenían la tarea de suprimir actos y grupos insurgentes antijaponeses, anti-manchukuo y pro-comunistas en las zonas fronterizas del norte de la Corea ocupada y Manchukuo.

## Historia
El Jiandao es una región de la provincia de Jilin en Manchuria, conocido en coreano como "Gando", era un área que había sido habitada en gran parte por coreanos. En 1905, antes de la ocupación japonesa de Corea, muchos coreanos que se oponían a la anexión fueron reubicados en Gando y establecieron los movimientos de independencia de Corea. Muchos de estos movimientos cayeron más tarde bajo el control del Partido Comunista de China a través del Ejército Unido Antijaponés del Nordeste.
Desde 1907, el gobierno japonés afirmó tener jurisdicción sobre todos los coreanos independientemente de su ubicación física, y la fricción aumentó con el gobierno de la Dinastía Qing de China por el control de la zona de Gando, resumidos todos en el Convención de Gando de 1909. Después del incidente de Mukden, y el establecimiento de control japonés sobre la totalidad de Manchuria en 1931, se produjo otra ola de inmigración coreana, esta vez con el apoyo de Japón, para ayudar a cimentar las reclamaciones japonesas sobre ese territorio.
Con el establecimiento de Manchukuo en 1932, la situación en Gando era muy inestable, con la población local dividida en facciones anti-Manchukuo, pro-japoneses y antijaponeses, muchas de los cuales recurrieron a la guerra de guerrillas. En un esfuerzo por someter a la región, el Ejército de Kwantung reclutó a coreanos pro-japoneses y los enroló en una unidad especial que sería entrenada por el Ejército Imperial de Manchukuo, principalmente en misiones de contrainsurgencia.
Un número de coreanos vio mejores oportunidades de progreso a través de las academias militares en Manchukuo, lo cual habría sido imposible en el Ejército Imperial Japonés, y se unió a la nueva fuerza. Estos incluyeron a futuros generales coreanos como Paik Sun-yup. El historiador Philip Jowett señaló que durante la ocupación japonesa de Manchuria, la Fuerza Especial de Gando "se ganó una reputación de brutalidad y se informó que devastó grandes zonas que estaban bajo su control."
Después de la rendición de Japón, muchos miembros de la Fuerza Especial de Gando fueron incorporados en el nuevo Ejército de la República de Corea por el Ejército de los Estados Unidos, por su formación y conocimiento íntimo de los terrenos de la parte norte de la península de Corea, y las tácticas comunistas del Ejército de Corea del Norte. Posteriormente algunos ocuparon altos cargos en el gobierno de la República de Corea. Sin embargo, a la mayoría de los miembros del Ejército especial de Gando se les considera Chinilpas en la Corea moderna por su participación en los grupos que se oponían a la independencia coreana.